# Marc-André Souchay (Komponist)
Marc-André Souchay (* 4. Februar 1906 in Stuttgart; † 21. Februar 1991 in Norwich) war ein deutscher Komponist von E-Musik.

## Leben und Werk
Marc-André Souchay entstammte der wohlhabenden hugenottischen Familie  Souchay, die Anfang des 18. Jahrhunderts aus Frankreich nach Deutschland gekommen war. Er wuchs in Stuttgart auf und besuchte das Eberhard-Ludwigs-Gymnasium von 1912 bis 1924. Er erlernte früh das Klavier spielen und erhielt Unterricht bei Anton Enz, Johann Theodor Viehmeyer und Hermann Keller. Nach Abschluss seiner Schulzeit ging Marc-André Souchay nach Berlin und studierte Musik an der Friedrich-Wilhelms-Universität. Zu seinen Lehrern gehörten Hermann Abert, Friedrich Blume, Arnold Schering, Erich Moritz von Hornbostel und Johannes Wolf. 1927 promovierte Marc-André Souchay mit seiner Dissertation Das Thema in der Fuge Bachs. Es folgten weitere Studien bei Oscar Rees (Gesang) und Paul Juon (Komposition).
Nach der Studienzeit wirkte Marc-André Souchay zuerst als Konzertsänger. Schon 1935 musste er aber aus gesundheitlichen Gründen diese Karriere beenden. In den nächsten Jahren arbeitete Marc-André Souchay als Dozent im Fach Musikwissenschaft an der Volkshochschule und der Technischen Universität in Stuttgart.
1933 veranstaltete das Württembergische Staatstheater einen Kompositionswettbewerb. Aus diesem Wettbewerb ging Marc-André Souchay mit seiner Oper Das Stuttgarter Hutzelmännlein als Sieger hervor. Die Uraufführung des Werkes folgte dann am 1. Dezember 1935. In den folgenden Jahren komponierte Marc-André Souchay verstärkt für die Bühne mit zahlreichen Uraufführungen (Alexander in Olympia, Faust und Helena, Kampfwerk 39). Von 1941 bis zur Einberufung zum Kriegsdienst 1942 arbeitete Marc-André Souchay als Dramaturg am Württembergischen Staatstheater.
Seit 1938 NSDAP-Mitglied, wurde er im Spruchkammerverfahren 1948 als Mitläufer eingestuft. Er wirkte als freischaffender Komponist zuerst in Kilchberg und ab 1951 in Gmund am Tegernsee. 1953 ging Marc-André Souchay nach Hannover und arbeitete dort als Dozent für Musiktheorie und Leiter der Orchesterklasse an der Akademie für Musik und Theater in Hannover. 1963 hörte er zu unterrichten auf und widmete sich von da an ganz seinen Kompositionen. 1981 zog er aus familiären Gründen nach Norwich (England), da seine Tochter Dorothea (* 1939), Frau des Anglisten Holger Michael Klein, zu diesem Zeitpunkt dort wohnte. Dort verblieb er bis zu seinem Tode.
Der Nachlass des Komponisten befindet sich zu einem Großteil in der Stadtbibliothek Hannover.
Seit 1935 war er verheiratet mit Lore, geb. Volz (* 1911). Das Paar hatte neben Dorothea die Geigerin Adelheid Souchay (* 1948) zur Tochter. Zwei weitere Töchter starben im Kleinkindalter.

## Kompositionen

### Bühnenwerke
- Das Stuttgarter Hutzelmännlein, Oper (UA 1. Dezember 1935 in Stuttgart unter Richard Kraus)
- Stabat Mater (1935), Oper (der Text ist eine Bearbeitung der Christuslegenden von Selma Lagerlöf)
- Die Genesung des Caesar Tiberius (1935), Oper
- Meister Tobias (1936), Oper
- Alexander in Olympia, Oper (UA 20. April 1940 im Opernhaus Köln unter Alexander Spring)
- Faust und Helena, Oper (UA 5. November 1940 in Halle/Saale)
- Kampfwerk 39, szenische Kantate (UA 5. Mai 1940 in Stuttgart unter Herbert Albert), erhielt später den Titel Wir warten...
- Wieland (1943), Oper
- Der Pharao träumt, Oper
- Skandalon (1970), Oper
- Placidia, Oper

### Orchestermusik
- Sinfonische Suite für Orchester
- Violinkonzert (1943, rev. 1956, UA 17. Dezember 1956 in Hannover mit Vittorio Brero (Violine))
- Sommernachtstraum
- Piece lyrique Vol au soleil
- Musik für 15 Streichinstrumente

### Kammermusik
- Sonata piccola für Violine und Klavier
- Sonate für Cello und Klavier
- Italienisches Trio, für Violine, Cello und Klavier
- Bogenschießen, für Streichsextett
- Sonate für Cello solo (1948)
- Bauervariationen für Klavier (1924)
- Der Marsch von Kilchberg nach Bühl, für Klavier
- Meinem Mutterle, für Orgel (1923)
- Triosonate für Orgel (1929)
- Choralsonate für Streichtrio und Klavier (1934)
- Sonate für Violine solo
- Suite für 2 Klaviere
- Spätlese, für Klarinette und Klavier (oder Streichquartett)
- Geige Solo d, für Violine solo
- Präludium und Fughetta, für Viola solo

### Chor- und Gesangswerke
- Todeshochzeit, Oratorium (1934)
- 4 Goethische Gesänge, für Bariton und Streichorchester
- Das Gleichnis von der Geige, für Bariton und Violine
- Gruß an die Auslandsdeutschen, für Stimme und Streichquintett
- Quarten-Quartett, für Streicher, Chor und Soli
- Die sieben Tage, Oratorium (1952)
- 5 Abendlieder, für Sopran und Streichquartett
- An die Geliebte, für Sopran und Streichquartett
- Jesulein, schöns Kindelein, für Singstimme, Blockflöte und Violine
- Lieder zweier Liebenden, für Singstimme und Klavier
- Stuttgart, für gemischten Chor
- Tal-auf, Tal-ab, für Bariton, Flöte, 2 Violinen, Viola und 2 Celli (1959)
- Aus dem Leben eines Taugenichts, für Bariton und Orchester
- Herrlich wie am ersten Tag, Oratorium (1955)
- Sinfonie der Sehnsucht, Kantate für Solo-Sopran, Chor und Orchester
- Herrlich wie am ersten Tag, für zwei Chöre a cappella
- Die Kunst des Bogenschießens, für Sopran und Streicher